# Dicranella congolensis
Dicranella congolensis är en bladmossart som beskrevs av Brotherus 1901. Dicranella congolensis ingår i släktet jordmossor, och familjen Dicranaceae. Inga underarter finns listade i Catalogue of Life.